# 贝尔西门立交桥
贝尔西门立交桥（法語：Échangeur de la porte de Bercy）是一座位于法国巴黎的立交桥，该桥位于巴黎十二区，因靠近贝尔西门而得名。

## 地理位置
贝尔西门立交桥位于巴黎市区东南部，塞纳河右岸，是一个互通式的立交桥，巴黎环城公路和A4高速公路在此交汇，常被认为是A4高速公路的起点。
| 马恩拉瓦莱-托尔西 | 23 |

| 斯特拉斯堡-城站 | 482 |

| 梅斯 | 326 |

| 兰斯 | 139 |

| 巴黎-意大利门 | 2.9 |

| 巴黎-奥尔良门 | 5.5 |

| 巴黎-圣克卢门 | 11 |

| 巴黎-马约门 | 16.2 |

| 巴黎-蒙特勒伊门 | 4 |

| 巴黎-巴尼奥莱门 | 4.8 |

| 巴黎-庞坦门 | 8.4 |

| 巴黎-小教堂门 | 16.2 |

| 巴黎 | 4.8 |

| 巴黎-里昂火车站 | 2.4 |

| 克雷泰伊 | 8.6 |

| 塞纳河畔伊夫里 | 2.3 |

## 历史
贝尔西门立交桥于1967年7月开始建设，1969年中建成通车。

## 改造计划
由于贝尔西门立交桥未预留非机动车通道，造成途径此地的行人需绕行较长距离才能通过。该桥改造工程已被列入大巴黎城市总体提升改造计划，是沙朗通-贝尔西街区整治项目的一部分。